# ダニエル・カークウッド

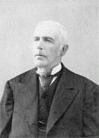
ダニエル・カークウッド

ダニエル・カークウッド（Daniel Kirkwood、1814年9月27日 - 1895年6月11日）は、アメリカ合衆国の天文学者。小惑星帯に木星の重力の作用によって小惑星が少なくなった領域、カークウッドの空隙を発見したことで知られる。
メリーランド州のハーフォード郡に生まれた。ペンシルベニア州のヨーク・カントリー・アカデミーで数学を学び1838年に卒業した。5年間同校で教えた後、ペンシルベニアのランカスター高校の校長、ポッツヴィルアカデミーの校長を務めた後1851年からデラウェア大学の数学教授、1856年からインディアナ大学の数学教授となった。ジェファーソン・カレッジで教えた2年を除いて、1886年までインディアナ大学で教えた。1891年、77歳でスタンフォード大学の講師を務めた。1895年にカリフォルニア州リバーサイドで亡くなり、インディアナ州ブルーミントンのローズヒル墓地に埋葬された。
最も有名な業績は小惑星の軌道に関する研究で、小惑星帯の小惑星の分布を調べ、公転周期が木星と整数比になる軌道範囲に小惑星の少ない領域があることを1866年に発見した。これはカークウッドの隙間とよばれる。カークウッドはまた流星雨の起源が彗星によることを示唆した最初の学者でもある。これらの業績は国際的な評価を得て、シアーズ・ウォーカーによって「アメリカのケプラー」と称えられた。小惑星(1578) カークウッド (Kirkwood)および月のクレータが彼にちなんで命名されており、彼が教授を務めたインディアナ大学の天文台はカークウッド天文台と命名されている。